# 翔んでアラビアン・ナイト
宝塚ミュージカル『翔んでアラビアン・ナイト』（とんでアラビアン・ナイト）は宝塚歌劇団のミュージカル作品。宝塚は16場、東京は15場。
月組公演。作・演出は植田紳爾。
併演作品は『ハート・ジャック』。

## 公演期間と公演場所
- 1983年11月11日 - 12月18日（第一回・新人公演：11月25日、第二回・新人公演：12月9日） 宝塚大劇場
- 1984年3月4日 - 4月1日（新人公演：3月14日） 東京宝塚劇場

## ストーリー
※『宝塚歌劇100年史（舞台編）』の宝塚大劇場公演のページを参照
古代アラビアを舞台とした、叔父夫婦に王国を乗っ取られた兄妹が苦難の末に国を取り返す物語。
アラビアン・ナイトから題材をとり、魔法の絨毯や大鷲、妖術比べ等、スペクタルシーンを織り込んで展開した。父はを殺された王子・カラマルザーマンとアブリザー姫は、宿敵である二つの家に売られてしまう。しかし、そこで出会ったジャウワーラやサーレルの愛情や友情によって、波瀾万丈の大活躍をする。

## スタッフ
- 作曲・編曲：寺田瀧雄
- 編曲：入江薫
- 音楽指揮：野村陽児（宝塚）、北沢達雄（東京）
- 振付：喜多弘、羽山紀代美、黒瀧月紀夫
- 装置：渡辺正男
- 特殊装置：秋山清次
- 衣装：静間潮太郎
- 照明：今井直次
- 音響：松永浩志
- 小道具：上田特市
- 効果：川ノ上智洋
- 演技監督：美吉左久子
- 演出助手：谷正純、日比野桃子
- 製作担当：古川清（東京）
- 制作：山田謙治

## 主な配役
※不明点は省略とする。

### 宝塚大劇場公演
- カラマル・ザーマン、アブリザー（2役） - 大地真央（第一回・新人公演：旺なつき、第二回・新人公演：涼風真世）
- ジャウワーラ - 黒木瞳（第一回・新人公演：こだま愛、第二回・新人公演：北條つぐみ）

### 東京宝塚劇場公演
- カラマル・ザーマン、アブリザー（2役） - 大地真央（新人公演：涼風真世）
- サーレル - 剣幸（新人公演：郷真由加）
- ジャウワーラ - 黒木瞳（新人公演：こだま愛）
- グレナーレ - 条はるき（新人公演：春風ひとみ）
- マイムーネ - 淡路通子（新人公演：常盤幸子）
- ムスタファ - 有明淳（新人公演：愛川麻貴）
- ラーベ - 仁科有理
- パーマン - 麻月鞠緒（新人公演：旺なつき）
- スザート - 京三紗
- ファティマー - 邦なつき
- ドウニヤ - 富美さかえ
- モーギアナ - 未沙のえる
- ペロメー - 岸香織
- ハジム - 汝鳥伶